# Новіцький Віктор Павлович
Ві́ктор Па́влович Нові́цький (1978—2014) — підполковник Збройних сил України, учасник російсько-української війни.

## Життєпис
Народився 1978 року в селі Климентіївка (Баранівський район, Житомирська область). Після закінчення школи закінчив військовий ліцей, Одеське військове училище, Київську військову академію. З дружиною та сином проживав у Рівному. Офіцер оперативного штабу, управління оперативного командування «Північ».

## Обставини загибелі
10 серпня 2014 року колону військової техніки, під час переміщення по тимчасово контрольованій проросійськими бойовиками території, обстріляли з РСЗВ БМ-21 «Град». Поранено бійця-контрактника з механізованої бригади, під шквальним вогнем Новіцький встиг надати пораненому першу медичну допомогу та відтяг його в безпечне місце. Наступний снаряд обірвав життя підполковника.
13 серпня 2014-го похований у місті Баранівка з військовими почестями. Труну з тілом військовики несли на руках 3 кілометри від будинку батьків у селі Стара Гута до міського кладовища Баранівки.
Без Віктора лишилися дружина та двоє дітей (з них син Богдан 2004 р.н.), у селі Стара Гута Баранівського району — батьки та брат.

## Нагороди
21 жовтня 2014 року — за особисту мужність і героїзм, виявлені у захисті державного суверенітету та територіальної цілісності України, вірність військовій присязі під час російсько-української війни, відзначений — нагороджений орденом Богдана Хмельницького III ступеня (посмертно).

## Вшанування пам'яті
- 11 грудня в Климентіївській ЗОШ І—ІІ ступенів відбулося урочисте відкриття пам'ятної дошки на честь Віктора Новіцького.
- Рішенням сесії Мукачівської міської ради від 28 травня 2015 р. нагороджений званням «Почесний громадянин міста Мукачева» (посмертно).
- Його портрет розміщений на меморіалі «Стіна пам'яті полеглих за Україну» у Києві: секція 2, ряд 1, місце 39.
- вшановується на щоденному ранковому церемоніалі вшанування захисників України, які загинули за свободу, незалежність і територіальну цілісність нашої держави[1]